# Stoughton (Leicestershire)
Pour les articles homonymes, voir Stoughton.
Stoughton est une paroisse civile et un village du Leicestershire, en Angleterre.